# Olibrius
Olibrius war ein spätantiker römischer Toreut (Metallbearbeiter), der zu einem nicht genau bestimmbaren Zeitraum zwischen 400 und 600 n. Chr. in Salona, dem heutigen Solin in Dalmatien, tätig war.
Olibrius ist nur noch aufgrund einer Sarkophaginschrift bekannt, die auf einem christlichen Friedhof in Manastirine bei Salona gefunden wurde und sich heute im Archäologischen Museum von Split befindet: